# Nati nel 1282
| Questa pagina contiene informazioni ricavate automaticamente dalle voci biografiche con l'ausilio del template Bio e di un bot. L'aggiornamento è periodico e automatico e ricostruisce completamente la pagina. Se manca una persona in questa lista, sei pregato di non aggiungerla, ma accertati piuttosto che la sua voce biografica contenga il template Bio e che i dati anagrafici siano correttamente compilati. Se il template Bio manca, inseriscilo tu stesso o, in alternativa, metti l'avviso {{tmp\|Bio}} che ne segnala la mancanza. Se i dati riportati sono sbagliati, correggi direttamente la voce biografica; le modifiche saranno visibili in questa lista entro pochi giorni. Per chiarimenti vedi il progetto biografie. La lista contiene solo le 14 persone che sono citate nell'enciclopedia e per le quali è stato implementato correttamente il template Bio. Pagina aggiornata al 18 ago 2025. |

- 2 febbraio - Maud Chaworth, nobile inglese († 1322)
- 1º aprile - Ludovico il Bavaro, sovrano († 1347)
- 15 aprile - Federico IV di Lorena, duca francese († 1329)
- 5 maggio - Giovanni Emanuele di Castiglia, politico e scrittore spagnolo († 1348)
- Alessio II di Trebisonda, imperatore bizantino († 1330)
- Paolo dell'Abbaco, matematico, astronomo e poeta italiano († 1374)
- Elisabetta d'Inghilterra, contessa († 1316)
- Papa Innocenzo VI, papa, vescovo cattolico e cardinale francese († 1362)
- Gwenllian ferch Llywelyn, nobile gallese († 1337)
- Erik Magnusson, duca svedese († 1318)
- Spinetta Malaspina, condottiero italiano († 1352)
- Oscin d'Armenia, re († 1320)
- Uzbek Khan, condottiero mongolo († 1341)
- Caterina Visconti, nobile italiana († 1311)